# Umpferstedt
Umpferstedt ist eine Gemeinde im Süden des Landkreises Weimarer Land und Teil der Verwaltungsgemeinschaft Mellingen in Thüringen.

## Lage

Ehemaliger Vorwegweiser zur Abzweigung Weimar – Apolda in Umpferstedt aus Jena kommend (um 1964)

Umpferstedt befindet sich mit seiner Gemarkung im Thüringer Becken auf einem Ackerbaustandort zwischen Apolda und Weimar. Im Ort kreuzen sich die Bundesstraße 7 und 87 mit Anschluss an die Bundesautobahn 4 bei Mellingen.

## Geschichte
Erstmals urkundlich erwähnt wurde Vnfridesstat zwischen 780 und 802 im Zusammenhang mit einer Schenkung an das Kloster Fulda. Da aber kein genaues Datum angegeben oder zu ermitteln ist, gilt die am 18. Mai 876 ausgestellte Urkunde über den Zehntenstreit zwischen dem Erzbischof von Mainz und dem Abt von Fulda als Ersterwähnung Umpferstedts. Um 900 ist in einer Urkunde von Schenkungen Thüringer an das Kloster Fulda die Schreibung Unfridestat nachweisbar.
Am 12. März 1364 wurde Umpferstedt an das Kloster Oberweimar verschenkt. Der Ort wurde mehrfach von der Pest heimgesucht, so in den Jahren 1597, 1611 und 1636. Im Dreißigjährigen Krieg wurde der Ort zweimal geplündert. Die erste Plünderung erfolgte 1640 durch schwedische Truppen. Nach der zweiten Plünderung wurde der Ort angezündet. Der folgende Großbrand zerstörte 54 der 83 Häuser. Die Einwohnerzahl sank auf 118 Personen.

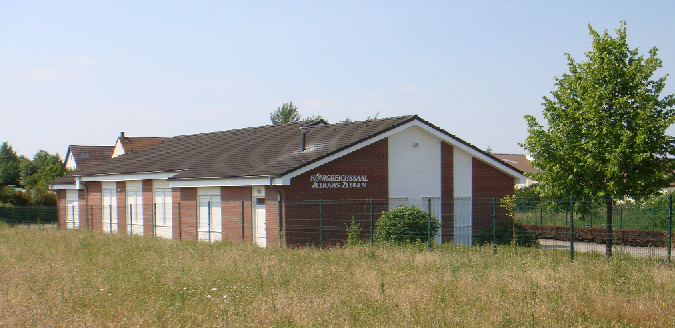
Königreichssaal Jehovas Zeugen im Gewerbegebiet B 87

Ab Anfang des 19. Jahrhunderts war der Ort Teil des Großherzogtums Sachsen-Weimar-Eisenach und wurde nach 1945 mit dem Land Thüringen Teil der Sowjetischen Besatzungszone und der DDR. Folgen waren unter anderem Enteignungen von großbäuerlichem Besitz, Flucht von Familien nach Westdeutschland und Zwangskollektivierung.
Seit 1990 gehört der Ort zum neu gegründeten Bundesland Thüringen. Spannungen in Umpferstedt sind nach teilweiser Rückübertragung von Grundstücken an die früheren Eigentümer entstanden.
Nach 1990 errichtete die Glaubensgemeinschaft der Zeugen Jehovas auf dem Gewerbepark an der B 87 einen Königreichssaal.

## Politik

### Bürgermeister
Bei der Bürgermeisterwahl am 12. Juni 2022 setzte sich Thomas Stabrey (parteilos) mit 82,1 % gegen den Amtsinhaber Jürgen Vogel (CDU) durch. Jürgen Vogel war seit 1999 Bürgermeister der Gemeinde und wurde 2004, 2010 und 2016 wiedergewählt.

### Gemeinderat
Bei der Gemeinderatswahl am 26. Mai 2024 erhielt die CDU zwei Sitze (28,8 %) und der Verein der Freiwilligen Feuerwehr Umpferstedt sechs Sitze (71,2 %). Die Kommunalaufsicht beim Landratsamt Weimarer Land erklärte die Gemeinderatswahl für ungültig, nachdem die CDU die Wahl wegen fehlerhafter Briefwahlunterlagen angefochten hat.

## Wirtschaft und Infrastruktur

### Abwasserbeseitigung
Die Gemeinde Umpferstedt war lange Zeit eigenständig, trat dann 2017 dem Abwasserzweckverband Mellingen bei und ist seit 2024 Mitglied beim Abwasserzweckverband Apolda.

### Trinkwasserversorgung
Die Aufgabe der Trinkwasserversorgung hat die Gemeinde Umpferstedt an den Wasserversorgungszweckverband Weimar übertragen.

## Persönlichkeiten
- Wolfgang Büttner (1520 oder 1524–1576), Pfarrer und Dichter

## Sehenswürdigkeiten

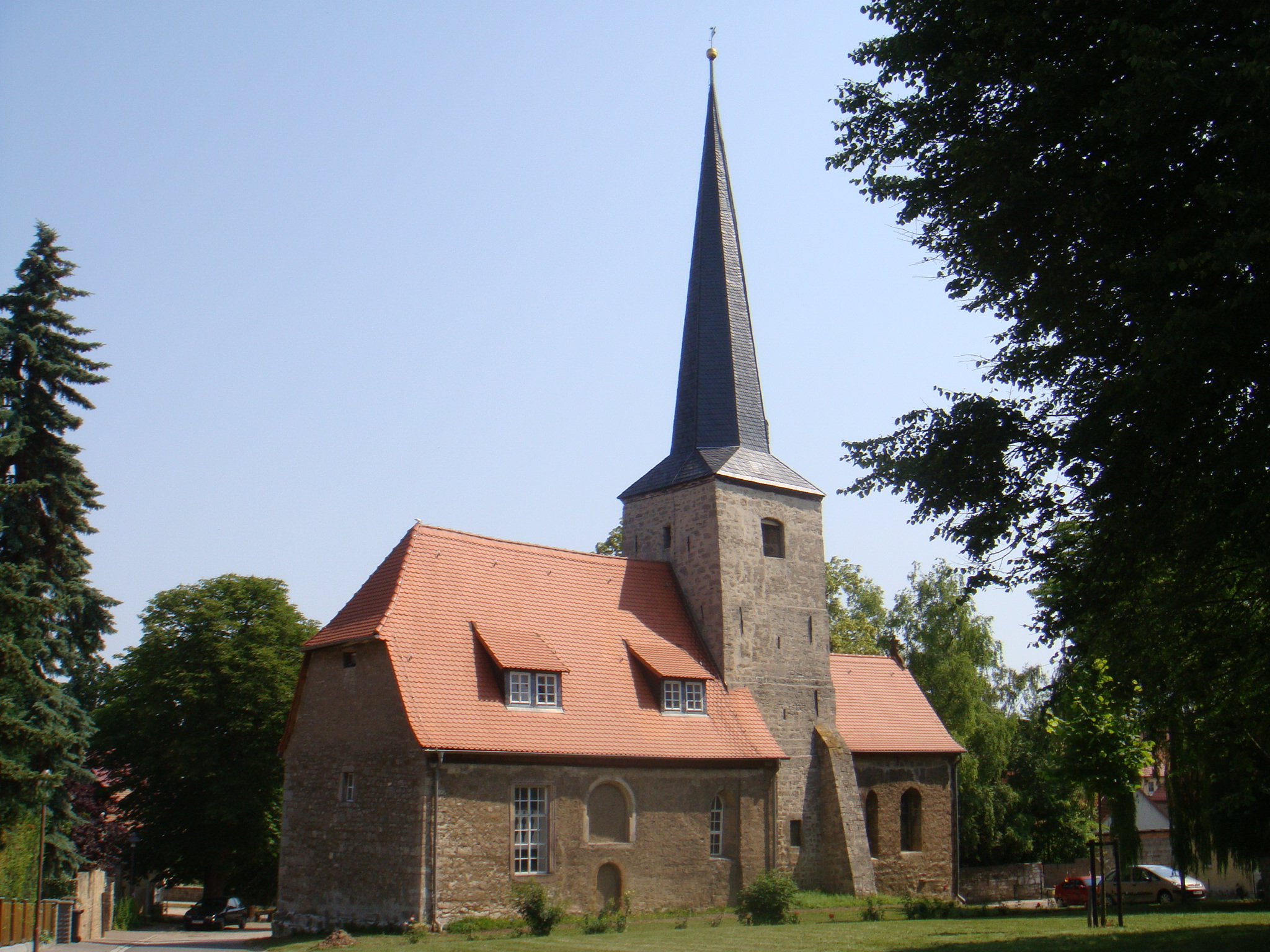
Dorfkirche Umpferstedt, 2010

Folgende Objekte stehen unter Denkmalschutz:
- Kirche mit Kirchhof:

Eine erste Kirche ist im Ort schon um 1300 nachweisbar. 1326 wurde die Pfarre erstmals urkundlich erwähnt. Im 16. Jahrhundert wurde der Kirchturm in seiner heutigen, spitzen Form errichtet. Eine Glocke stammt aus dem Jahr 1580.
- Gedenkstätte für 11 unbekannte KZ-Häftlinge, Parkplatz an der B 7 und
- Grabstätte für 11 unbekannte KZ-Häftlinge, Friedhof:

Am 7. April 1945 wurden 11 Häftlinge des Konzentrationslagers Buchenwald bei Umpferstedt ermordet und anschließend auf dem Friedhof beigesetzt (siehe auch: Kriegsendphasenverbrechen).
- preußischer Meilenstein, B 7 Richtung Frankendorf
- Pfarrhaus und Mauer, Kirchplatz
- Taubenturm, Ortsmitte

Außerdem bemerkenswert:
- Denkmal für die Teilnehmer am Deutsch-Französischen Krieg 1870/71 aus dem Ort
- Denkmal für die im Ersten Weltkrieg gefallenen und vermissten Soldaten: vor der Kirche
- Bizarrer alter Lindenstamm neben der Kirche